# Музей „Васил Левски“ (Ловеч)
Музеят „Васил Левски“ е част от Регионалния исторически музей в Ловеч.
Той е посветен на Васил Левски, направил Ловеч център на Вътрешната революционна организация. Намира се в Архитектурно-историческия резерват „Вароша“, в който къщите са с характерна народна архитектура от възрожденската епоха. Включен е в Стоте национални туристически обекта.
Музеят „Васил Левски“ е създаден през 1954 г. Настанен е в къщата на Иван Крачула, баща на известния български националреволюционер Христо Иванов (Големия), в махала „Дръстене“. Първата експозиция отразява живота и бурната дейност на Апостола през периода, когато е в Ловеч.
С извършването на активна събирателска дейност нарастват материалите в основния музеен фонд, както и непрекъснатият интерес към делото на Васил Левски. Това налага необходимостта от нова сграда за музей, която е построена до църквата „Света Богородица“, на мястото, където някога е била къщата на дееца на Ловешкия частен революционен комитет Марин Поплуканов. Проектът на сградата е на инженер Иван Николов. В нея е уредена втората по ред експозиция (1967).
Извършено е ново преустройство и на 17 юли 1982 г. е открита третата експозиция. Оформена е със своята специфика в една основна тема: „Революционната дейност на Васил Левски в Ловешкия край и издигането на Ловеч за център на Вътрешната революционна организация“.
През 2008 г. е открита изцяло обновена експозиция със съвременни информационни технологии. Разположена е на две нива и отразява борбите на българския народ за национално освобождение, както и разнообразната революционна дейност на Васил Левски. Сред най-ценните предмети на експозицията е най-богатата в страната колекция от лични вещи на Левски. В музея се съхраняват неговата сабя, кама, малка печатница, фалшиви турски печати, квитанции, както и оригинален негов портрет от 1870 г.
Други важни музейни единици са изложените вещи на съмишлениците и сподвижниците на Апостола в Ловеч, както и на участниците в Априлското въстание (1876) и Руско-турската война (1877 – 1878). Тук се пази пушката на Филип Тотю, револвера на Васил Йонков (Гложенеца), сабята на Христо Иванов (Големия) и др.
В музея може да се види фотокопие от личното тефтерче на Левски. За първи път в новата експозиция са включени макет на Покрития мост в Ловеч, сребърни съдове от ХIХ век, които са принадлежали на семейството на Иван Драсов.
Експонати на музея са популяризирани в Каталог „Колекция националноосвободително движение в Българско“ (2014).